# Supercopa de Europa 1997
La Supercopa de Europa de 1997 fue una competición de fútbol que enfrentó al Borussia Dortmund y al Fútbol Club Barcelona, ganadores de la Liga de Campeones y de la Recopa de Europa respectivamente.
El campeón fue el Fútbol Club Barcelona que derrotó al Borussia Dortmund por un marcador global de 3 a 1, consiguiendo su segundo título en esta competición.

## Detalles

### Ida
| 13         | POR        | Ruud Hesp             |     |
| 2          | DEF        | Albert Ferrer         |     |
| 17         | DEF        | Winston Bogarde       |     |
| 22         | DEF        | Michael Reiziger      | 70' |
| 12         | DEF        | Sergi Barjuán         |     |
| 26         | MED        | Albert Celades        |     |
| 23         | MED        | Iván de la Peña       |     |
| 11         | MED        | Rivaldo               | 86' |
| 7          | DEL        | Luís Figo             | 86' |
| 21         | DEL        | Luis Enrique Martínez |     |
| 9          | DEL        | Sonny Anderson        |     |
| Entrenador | Entrenador | Louis van Gaal        |     |

| 1          | POR        | Stefan Klos     |     |
| 26         | DEF        | Manfred Binz    |     |
| 16         | DEF        | Martin Kree     |     |
| 3          | DEF        | René Schneider  | 46' |
| 18         | DEF        | Lars Ricken     |     |
| 17         | DEF        | Jörg Heinrich   |     |
| 4          | MED        | Steffen Freund  |     |
| 24         | MED        | Vladimir But    | 77' |
| 22         | MED        | Jovan Kirovski  |     |
| 13         | DEL        | Ibrahim Tanko   | 58' |
| 27         | DEL        | Harry Decheiver |     |
| Entrenador | Entrenador | Nevio Scala     |     |

| 3  | DEF | Abelardo Fernández | 70' |
| 10 | MED | Giovanni Silva     | 86' |
| 8  | DEL | Hristo Stoichkov   | 86' |

| 2 | DEF | Knut Reinhardt     | 46' |
| 9 | DEL | Stéphane Chapuisat | 58' |
| 8 | MED | Michael Zorc       | 77' |

| Anotado         | 8'  | Luis Enrique Martínez | 1-0 |
| Anotado · Penal | 61' | Rivaldo               | 2:0 |

| Árbitro | David Elleray |

| 13         | POR        | Ruud Hesp             |     |
| 2          | DEF        | Albert Ferrer         |     |
| 17         | DEF        | Winston Bogarde       |     |
| 22         | DEF        | Michael Reiziger      | 70' |
| 12         | DEF        | Sergi Barjuán         |     |
| 26         | MED        | Albert Celades        |     |
| 23         | MED        | Iván de la Peña       |     |
| 11         | MED        | Rivaldo               | 86' |
| 7          | DEL        | Luís Figo             | 86' |
| 21         | DEL        | Luis Enrique Martínez |     |
| 9          | DEL        | Sonny Anderson        |     |
| Entrenador | Entrenador | Louis van Gaal        |     |

| 1          | POR        | Stefan Klos     |     |
| 26         | DEF        | Manfred Binz    |     |
| 16         | DEF        | Martin Kree     |     |
| 3          | DEF        | René Schneider  | 46' |
| 18         | DEF        | Lars Ricken     |     |
| 17         | DEF        | Jörg Heinrich   |     |
| 4          | MED        | Steffen Freund  |     |
| 24         | MED        | Vladimir But    | 77' |
| 22         | MED        | Jovan Kirovski  |     |
| 13         | DEL        | Ibrahim Tanko   | 58' |
| 27         | DEL        | Harry Decheiver |     |
| Entrenador | Entrenador | Nevio Scala     |     |

| 3  | DEF | Abelardo Fernández | 70' |
| 10 | MED | Giovanni Silva     | 86' |
| 8  | DEL | Hristo Stoichkov   | 86' |

| 2 | DEF | Knut Reinhardt     | 46' |
| 9 | DEL | Stéphane Chapuisat | 58' |
| 8 | MED | Michael Zorc       | 77' |

| Anotado         | 8'  | Luis Enrique Martínez | 1-0 |
| Anotado · Penal | 61' | Rivaldo               | 2:0 |

| Árbitro | David Elleray |

### Vuelta
| 1          | POR        | Stefan Klos        |     |
| 26         | DEF        | Manfred Binz       |     |
| 3          | DEF        | René Schneider     |     |
| 15         | DEF        | Jürgen Kohler      | 73' |
| 17         | DEF        | Jörg Heinrich      |     |
| 16         | DEF        | Martin Kree        |     |
| 4          | MED        | Steffen Freund     | 20' |
| 18         | MED        | Lars Ricken        |     |
| 8          | MED        | Michael Zorc       |     |
| 27         | DEL        | Harry Decheiver    |     |
| 9          | DEL        | Stéphane Chapuisat | 46' |
| Entrenador | Entrenador | Nevio Scala        |     |

| 13         | POR        | Ruud Hesp             |     |
| 2          | DEF        | Albert Ferrer         |     |
| 17         | DEF        | Winston Bogarde       |     |
| 20         | DEF        | Miguel Ángel Nadal    |     |
| 12         | DEF        | Sergi Barjuán         |     |
| 26         | MED        | Albert Celades        | 79' |
| 21         | MED        | Luis Enrique Martínez | 89' |
| 10         | MED        | Giovanni Silva        |     |
| 7          | DEL        | Luís Figo             |     |
| 11         | DEL        | Rivaldo               |     |
| 9          | DEL        | Sonny Anderson        | 71' |
| Entrenador | Entrenador | Louis van Gaal        |     |

| 25 | MED | Björn Mehnert  | 20' |
| 36 | DEL | Bashiru Gambo  | 46' |
| 22 | DEL | Jovan Kirovski | 73' |

| 6  | MED | Óscar García   | 71' |
| 18 | MED | Guillermo Amor | 79' |
| 16 | MED | Dragan Ćirić   | 89' |

| Anotado | 64' | Jörg Heinrich | 1-1 |

| Anotado | 8' | Giovanni Silva | 0-1 |

| Árbitro | Piero Ceccarini |

| 1          | POR        | Stefan Klos        |     |
| 26         | DEF        | Manfred Binz       |     |
| 3          | DEF        | René Schneider     |     |
| 15         | DEF        | Jürgen Kohler      | 73' |
| 17         | DEF        | Jörg Heinrich      |     |
| 16         | DEF        | Martin Kree        |     |
| 4          | MED        | Steffen Freund     | 20' |
| 18         | MED        | Lars Ricken        |     |
| 8          | MED        | Michael Zorc       |     |
| 27         | DEL        | Harry Decheiver    |     |
| 9          | DEL        | Stéphane Chapuisat | 46' |
| Entrenador | Entrenador | Nevio Scala        |     |

| 13         | POR        | Ruud Hesp             |     |
| 2          | DEF        | Albert Ferrer         |     |
| 17         | DEF        | Winston Bogarde       |     |
| 20         | DEF        | Miguel Ángel Nadal    |     |
| 12         | DEF        | Sergi Barjuán         |     |
| 26         | MED        | Albert Celades        | 79' |
| 21         | MED        | Luis Enrique Martínez | 89' |
| 10         | MED        | Giovanni Silva        |     |
| 7          | DEL        | Luís Figo             |     |
| 11         | DEL        | Rivaldo               |     |
| 9          | DEL        | Sonny Anderson        | 71' |
| Entrenador | Entrenador | Louis van Gaal        |     |

| 25 | MED | Björn Mehnert  | 20' |
| 36 | DEL | Bashiru Gambo  | 46' |
| 22 | DEL | Jovan Kirovski | 73' |

| 6  | MED | Óscar García   | 71' |
| 18 | MED | Guillermo Amor | 79' |
| 16 | MED | Dragan Ćirić   | 89' |

| Anotado | 64' | Jörg Heinrich | 1-1 |

| Anotado | 8' | Giovanni Silva | 0-1 |

| Árbitro | Piero Ceccarini |

|                         |
| Bandera de España       |
| Campeón F. C. Barcelona |
| 2° Título               |